# Adolphe Le Flô
Adolphe Le Flô (Lesneven, 1804 - Néchoat (bij Morlaix), 1887) was een Frans generaal, diplomaat en politicus.

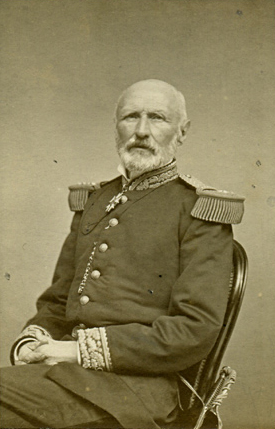
Adolphe Le Flo

Le Flô werd geboren in het departement Finistère. Hij bezocht de militaire academie van Saint-Cyr en studeerde in 1825 af. Hij diende vervolgens in Algerije (Constantine). In 1844 bereikte hij de rang van kolonel en in 1848 werd hij bevorderd tot brigadegeneraal. Le Flô was naast militair ook gevolmachtigd minister in Rusland. 
Le Flô werd in april 1848 in de Nationale Grondwetgevende Vergadering (Assemblée Nationale Constituante) gekozen voor het departement Finistère. In 1849 werd hij in de Wetgevende Vergadering (Assemblée Législative) gekozen en werd benoemd tot Quaestor van het Franse parlement. Le Flô was een verklaard tegenstander van de in december 1848 tot president gekozen prins Lodewijk Napoleon Bonaparte. Na de staatsgreep van 2 december 1851, waarbij de prins-president alle macht naar zich toetrok, werd Le Flô uit Frankrijk verbannen. Hij vestigde zich, nadat Engeland hem asiel had geweigerd, in Rusland waar hij bevriend raakte met de tsaar. In 1857 kon hij naar Frankrijk terugkeren.
Le Flô werd na de proclamatie van de Derde Franse Republiek in september 1870 in de Regering van Nationale Verdediging (Gouvernement de la Défense Nationale) opgenomen als minister van Defensie. Daarnaast werd hij bevorderd tot divisie-generaal. Na de wapenstilstand met Duitsland bleef hij minister van Defensie in het kabinet-Dufaure, maar trad na de Bloedige Week (Sémaine Sanglante), het hoogtepunt van reactionaire onderdrukking van de Commune van Parijs, in juni 1871 af. Van 1871 tot 1876 was hij lid van de Kamer van Afgevaardigden (Chambre des Députés) voor Finistère.
Vervolgens was Le Flô ambassadeur in Sint-Petersburg, Rusland. Hij zette zich aldaar krachtig in voor een Frans-Russische alliantie. Hij wendde zijn invloed in Rusland aan om het agressieve beleid tegen Duitsland te neutraliseren (1875). In 1879 keerde hij naar Rusland terug.
Adolphe Le Flô overleed in 1887, enkele jaren voor de ondertekening van de Frans-Russische Alliantie van 1894.

## Trivia
- in zijn geboorteplaats Lesneven staat een standbeeld van Le Flô, gemaakt door Cyprien Godebski